# Othniel Charles Marsh
Pour les articles homonymes, voir Marsh.
Othniel Charles Marsh est un paléontologue américain, né le 29 octobre 1831 à Lockport, dans l’État de New York, et mort le 18 mars 1899 à New Haven, dans le Connecticut.

## Formation
Né dans une famille assez modeste, Charles Marsh (il détestait le prénom d'« Othniel ») était un élève plutôt lent et dont les piètres résultats à l'école ne laissaient guère présager qu'il deviendrait un éminent scientifique. Étant cependant entré dans les bonnes grâces de son oncle maternel, le riche philanthrope George Peabody, après avoir été diplômé du Yale College en 1860 il étudia à l'université Yale et étudia la géologie et la minéralogie à la Sheffield Scientific School de Newhaven. Il partit ensuite pour l'Allemagne étudier la paléontologie et l'anatomie à Berlin, Heidelberg et Breslau. Son oncle, qui admirait beaucoup son érudition, le finança largement.

## Carrière
En 1866, il retourna aux États-Unis et persuada son oncle qu'il fallait créer à Yale un musée d'histoire naturelle, l'actuel muséum d'histoire naturelle Peabody, à la tête duquel Marsh serait lui-même à titre de professeur. À l'époque, il n'y avait pratiquement aucun paléontologue professionnel en Amérique et Marsh ne négligea rien pour établir la réputation de son institut et devenir le paléontologue le plus éminent du pays. La meilleure façon était bien sûr la découverte des nouveaux fossiles spectaculaires. Sur ce point, Marsh eut beaucoup de chance. À l'Ouest, on pratiquait systématiquement des fouilles pour rechercher des gisements de minerais : c'était l'idéal pour faciliter aussi la recherche en paléontologie.
Il compta parmi ses élèves et assistants Georg Baur (1859-1898).

## Découvertes
Il découvre en mai 1871, le premier ptérosaure fossile américain. Il découvre aussi les restes d’anciens chevaux. Il décrit aussi des oiseaux dentés du crétacé (comme les Ichthyornis, les Baptornis ou les Hesperornis) et des reptiles volants, ainsi que de nombreux dinosaures du crétacé et du jurassique comme l’Apatosaurus, le Brontosaurus et l’Allosaurus.

## La guerre des os
Marsh est l’un des deux protagonistes de la guerre des os, qui l’affronta à Edward Drinker Cope (1840-1897). Les deux hommes rivalisaient pour découvrir les grands spécimens paléontologiques en s’autorisant tous les coups possibles.

## Hommages
En 1977, en hommage à ce pionnier de la paléontologie, le nom d'Othnielia est donné à un petit dinosaure de la famille des Hypsilophodontidés.